# NCT Dream
NCT Dream (Hangul: 엔시티 드림, Romaja quốc ngữ: ensiti deurim, được viết cách điệu như NCT DREAM) là nhóm nhỏ thứ ba được giới thiệu của nhóm nhạc nam Hàn Quốc NCT, hoạt động chủ yếu tại Hàn Quốc, được thành lập và quản lý bởi SM Entertainment. Nhóm bao gồm 7 thành viên: Mark, Renjun, Jeno, Haechan, Jaemin, Chenle và Jisung. Nhóm ra mắt với tư cách ban đầu là nhóm nhỏ gồm các thành viên NCT ở độ tuổi thiếu niên, với độ tuổi trung bình của các thành viên tại thời điểm ra mắt là 15,6. Khởi đầu là một nhóm nhạc với hình ảnh trẻ trung, phong cách âm nhạc của nhóm sau này đã phát triển để bao gồm nhiều thể loại nhạc khác nhau, và đã được tái cơ cấu hoạt động vào năm 2021 khi tất cả thành viên đến tuổi trưởng thành. 
Nhóm ra mắt vào ngày 25 tháng 8 năm 2016 với đĩa đơn Chewing Gum. NCT Dream được biết đến là một trong những nghệ sĩ trẻ nổi tiếng nhất lúc bấy giờ, các sản phẩm âm nhạc của nhóm phản ánh về quá trình trưởng thành của tuổi trẻ. Lời bài hát của họ tập trung vào những bình luận cá nhân và xã hội về các giai đoạn phát triển khác nhau của tuổi vị thành niên, với sự chuyển giao từ trẻ thơ sang nổi loạn và trưởng thành. Thành công của EP We Boom vào năm 2019 đã giúp NCT Dream trở thành một trong 10 nghệ sĩ bán chạy hàng đầu Hàn Quốc trong năm đó và mang về cho nhóm giải Bonsang tại lễ trao giải Golden Disc Awards lần thứ 34 và Seoul Music Awards năm 2020. NCT Dream đạt được thành công thương mại lớn với full album đầu tiên, Hot Sauce (2021), với tổng số đơn đặt hàng trước đạt hơn 1,71 triệu, là album bán chạy nhất trên Gaon Chart trong nửa đầu năm 2021 và đoạt giải Best Album tại Seoul Music Awards năm 2022.
NCT Dream ban đầu hoạt động với hệ thống tốt nghiệp theo tuổi, tức các thành viên nhóm sẽ "tốt nghiệp" và dừng hoạt động cùng nhóm khi đủ 19 tuổi (20 tuổi tại Hàn Quốc). Theo đúng kế hoạch, Mark là thành viên đầu tiên của NCT Dream tốt nghiệp và ngừng hoạt động cùng NCT Dream khi đủ tuổi trưởng thành vào năm 2018. Tuy nhiên, vào năm 2020, SM Entertainment thông báo hủy bỏ hệ thống tốt nghiệp với việc Mark trở lại hoạt động cùng NCT Dream, qua đó nhóm sẽ tiếp tục hoạt động với đội hình 7 thành viên cùng nhiều phong cách âm nhạc đa dạng. Thông báo được đưa ra trước khi đặt hàng trước cho mini album thứ 4 của nhóm, Reload, được tiến hành và album này đã ghi nhận 500.000 bản đặt trước khi phát hành chính thức vào tháng 4 năm 2020. Album Reload cũng chính thức đánh dấu sự trưởng thành trong phong cách âm nhạc của nhóm.
NCT Dream là nghệ sĩ châu Á đầu tiên và duy nhất cho đến nay xuất hiện ba lần liên tiếp trong danh sách 21 Under 21 của Billboard vào các năm 2018, 2019 và 2020, xếp hạng lần lượt là 20, 13 và 19. Năm 2018, NCT Dream xuất hiện trong danh sách 25 nhân vật tuổi vị thành niên có tầm ảnh hưởng lớn nhất thế giới của tạp chí Time.

## Lịch sử

### Trước khi ra mắt: SM Rookies
Trước khi NCT Dream được thành lập, các thành viên của nhóm đã tham gia nhiều hoạt động khác nhau trong ngành giải trí. Jeno từng tham gia đóng một số quảng cáo. Jisung trước đây được biết đến là một diễn viên nhí và đã tham gia một số bộ phim như Boys, Be Curious (2012), No Cave (2013) và Go, Stop, Murder (2013), và từng là thành viên của nhóm nhảy Poppin' Hyun Joon. Chenle ban đầu là một ca sĩ nhí hoạt động tại thị trường Trung Quốc, đã phát hành ba album, tổ chức một buổi biểu diễn riêng và từng tham gia nhiều chương trình truyền hình trong nước.
Mark là thành viên đầu tiên gia nhập công ty sau khi vượt qua vòng tuyển chọn tại Canada vào năm 2012. Haechan gia nhập vào năm 2013 sau một buổi tuyển chọn trong nước. Jisung và Jeno gia nhập SM thông qua hệ thống tuyển chọn của công ty, trong khi Jaemin được phát hiện bởi một nhân viên của công ty khi đang làm việc thiện nguyện. Tháng 7 năm 2015, Renjun được giới thiệu sau khi vượt qua vòng tuyển chọn tại Trung Quốc. Chenle là thành viên cuối cùng gia nhập công ty vào năm 2016, chỉ vài tháng trước khi nhóm ra mắt.
Mark, Jeno, Haechan, Jaemin và Jisung trước đây là thành viên của SM Rookies, một nhóm các thực tập sinh của SM Entertainment. Với tư cách là các thành viên của dự án, tháng 10 năm 2014, họ tham gia chương trình EXO 90:2014 của đài Mnet. Từ tháng 7 đến tháng 12 năm 2015, họ được chọn là các "Mouseketeer" trong chương trình The Mickey Mouse Club của kênh Disney Channel Hàn Quốc. Các thành viên sau đó tổ chức buổi biểu diễn riêng, SMRookies Show, tại Seoul vào tháng 9 năm 2015 và tại Bangkok, Thái Lan vào tháng 2 năm 2016.
NCT được giới thiệu lần đầu vào tháng 1 năm 2016 bởi Lee Soo-man, khi ông cho biết công ty đang lên kế hoạch sẽ cho ra mắt một nhóm nhạc nam với số lượng thành viên "không giới hạn", sẽ có nhiều nhóm nhỏ khác nhau với các thành viên khác nhau hoạt động tại các quốc gia khác nhau trên thế giới. Mark và Haechan đã ra mắt trước đó với tư cách là thành viên các nhóm nhỏ khác của NCT. Mark ra mắt trong nhóm nhỏ đầu tiên NCT U vào tháng 4 năm 2016. Cùng với Mark, ngày 7 tháng 7, Haechan ra mắt trong nhóm nhỏ NCT 127. Ngày 18 tháng 8 năm 2016, cả hai cùng Renjun, Jeno, Jaemin, Chenle và Jisung được công bố là các thành viên của NCT Dream, nhóm nhỏ thứ ba của NCT.

### 2016–2017: Ra mắt,The FirstvàWe Young
Ngày 24 tháng 8 năm 2016, NCT Dream ra mắt với đĩa đơn "Chewing Gum", với 5 thành viên mới: 3 thành viên từ dự án SM Rookies Jeno, Jaemin, Jisung, 2 thực tập sinh chưa từng được tiết lộ Renjun, Chenle và 2 thành viên đã ra mắt trước đó Mark (hiện đang hoạt động cùng 2 nhóm nhỏ NCT U, NCT 127) và Haechan (hiện đang hoạt động cùng NCT U và NCT 127). Họ xuất hiện trên truyền hình lần đầu tiên tại M Countdown vào ngày 25 tháng 8. Ca khúc đứng vị trí thứ 2 trên bảng xếp hạng Billboard World Digital Song Sales và xếp hạng 23 trên bảng xếp hạng Spotify Viral 50. Cả hai bản Hàn-Trung của ca khúc sau đó được thêm vào album đĩa đơn đầu tay của nhóm.
Ngày 1 tháng 2 năm 2017, SM Entertainment xác nhận nhóm sẽ trở lại với album đĩa đơn The First, mặc dù Jaemin bị chấn thương nên không tham gia. Ngày 9 tháng 2 năm 2017, album The First được ra mắt với ca khúc chủ đề "My First And Last" được thu âm bằng tiếng Hàn và tiếng Trung. Album ra mắt tại vị trí đầu tiên trên bảng xếp hạng album Gaon. Họ sau đó trình diễn "My First and Last" và ca khúc phụ trong album, "Dunk Shot", tại M Countdown.  Ngày 14 tháng 2, NCT Dream giành chiến thắng tại The Show với ca khúc "My First And Last", mang về chiến thắng đầu tiên cho NCT trong các chương trình âm nhạc.
Cũng trong tháng 2 năm 2017, NCT Dream được chọn là đại sứ của Giải vô địch bóng đá U-20 thế giới 2017 tổ chức tại Hàn Quốc. Ngày 15 tháng 3 năm 2017, nhóm phát hành ca khúc "Trigger The Fever", bài hát chính thức của giải, và trình diễn ca khúc này tại các sự kiện quảng bá và lễ khai mạc giải.
Ngày 17 tháng 8 năm 2017, NCT Dream phát hành EP We Young với ca khúc chủ đề cùng tên. Ngày 15 tháng 12 năm 2017, nhóm phát hành ca khúc "Joy" nhân dịp lễ Giáng sinh, thuộc dự án SM Station.
NCT Dream nhận được giải thưởng "Nhóm nhạc triển vọng" tại YinYueTai 2017.

### 2018:NCT 2018: Empathy,We Go Up, Mark tốt nghiệp
Ngày 4 tháng 3 năm 2018, NCT Dream kết hợp với hai nhóm nhỏ còn lại, NCT U và NCT 127 trong MV "Go" nằm trong dự án NCT 2018 với việc Jaemin trở lại sau hơn 1 năm bị chấn thương. Ngày 27 tháng 8 năm 2018, SM Entertainment xác nhận đây là sẽ lần trở lại cuối cùng của Mark với tư cách là thành viên NCT Dream trước khi tốt nghiệp, khi Mark đến tuổi trưởng thành. Ngày 3 tháng 9 năm 2018, NCT Dream tiếp tục phát hành mini album "We Go Up" trùng tên với ca khúc chủ đề và được thu âm bằng tiếng Hàn và tiếng Trung.
Từ ngày 28 tháng 9 đến 5 tháng 10 năm 2018, nhóm tổ chức "Dream Show".
Ngày 19 tháng 12, SM Entertainment thông báo Haechan bị chấn thương nên sẽ không tham gia bất kì hoạt động nào cho đến khi hoàn toàn ổn định. Ngày 27 tháng 12, NCT Dream phát hành ca khúc "Candle Light" thuộc dự án SM Station. Ngày 31 tháng 12, Mark chính thức tốt nghiệp NCT Dream.

### 2019: Hợp tác quốc tế, thành công trong nước vớiWe Boomvà chuyến lưu diễn đầu tiên
Tháng 3 năm 2019, ba thành viên Jeno, Jisung và Jaemin đại diện các nghệ sĩ K-pop đến Malaysia để tham dự "K-Wave & Halal Show" có sự tham gia của Tổng thống Hàn Quốc Moon Jae-in và Đệ nhất Phu nhân Hàn Quốc. Ngày 16 tháng 3 năm 2019, NCT Dream thắng giải Boy Group Daesang của Korean Entertainment Art Award.
Ngày 6 tháng 6 năm 2019, NCT Dream phát hành ca khúc "Don't Need Your Love" hợp tác cùng HRVY nằm trong dự án SM Station. Ca khúc được đánh giá "cho thấy góc độ trưởng thành hơn của nhóm". Haechan không tham gia do đang hoạt động cùng với NCT 127.
Tháng 7 năm 2019, NCT Dream được chọn là đại sứ toàn cầu đầu tiên của Tổ chức Hướng đạo Thế giới (WSF) và phát hành đĩa đơn tiếng Anh "Fireflies", lợi nhuận từ ca khúc được sử dụng cho các hoạt động của WSF tại các quốc gia đang phát triển. Ngày 23 tháng 7, họ biểu diễn tại Trại Họp bạn Hướng đạo Thế giới lần thứ 23 tổ chức tại bang West Virginia, Hoa Kỳ.
Ngày 26 tháng 7 năm 2019, NCT Dream phát hành EP thứ ba, We Boom với ca khúc chủ đề "Boom", và bán được 300.000 bản sau một tháng ra mắt. EP ra mắt tại vị trí thứ 7 trên bảng xếp hạng Billboard World Albums, và NCT Dream đứng thứ 3 trên bảng xếp hạng Billboard Social 50. Ca khúc "Boom" mang về hai chiến thắng cho nhóm tại The Show, vào các ngày 6 và 20 tháng 8. Thành công của EP mang về giúp NCT Dream trở thành một trong 10 nghệ sĩ bán chạy hàng đầu Hàn Quốc trong năm đó và mang về cho nhóm giải Bonsang tại lễ trao giải Golden Disc Awards lần thứ 34 và Seoul Music Awards năm 2020.
Tháng 9 năm 2019, NCT Dream một lần nữa được đưa vào danh sách 21 Under 21 của Billboard, trở thành nghệ sĩ châu Á đầu tiên có mặt hai lần liên tiếp, và tăng thứ hạng lên 13.
Tháng 11 năm 2019, NCT Dream hợp tác với nhóm nhạc Hoa Kỳ PrettyMuch trong ca khúc "Up To You".
Nhóm sau đó khởi động chuyến lưu diễn đầu tiên, The Dream Show, với ba đêm diễn tại Seoul và hai đêm diễn tại Bangkok vào tháng 11 và 12.

### 2020: Phát hànhThe Dream,Reloadtại Nhật Bản, tái cơ cấu hoạt động vàNCT 2020
Tháng 1 năm 2020, NCT Dream phát hành album The Dream dành riêng cho thị trường Nhật Bản, bao gồm tất cả các ca khúc tiếng Hàn trước đó của nhóm. Album ra mắt tại vị trí đầu tiên trên bảng xếp hạng album Oricon.
Đầu năm 2020, NCT Dream tiếp tục mở rộng The Dream Show sang Nhật Bản và các quốc gia Đông Nam Á. Tuy nhiên, các đêm diễn của nhóm từ tháng 2 năm 2020 đã bị hủy do ảnh hưởng của đại dịch COVID-19.
Với vấn đề về hệ thống tốt nghiệp theo tuổi của NCT Dream ngày càng trở nên cấp thiết, ngày 14 tháng 4, NCT Dream công bố EP thứ tư Reload với sáu thành viên, đánh dấu sự thay đổi phong cách âm nhạc của họ. Đồng thời, SM công bố sẽ bãi bỏ hệ thống tốt nghiệp theo tuổi sau đợt quảng bá của Reload với việc Mark quay trở lại hoạt động cùng nhóm. Theo đó, NCT Dream tiếp tục hoạt động với đội hình bảy thành viên ban đầu và khám phá các phong cách âm nhạc mới với các sản phẩm tiếp theo. Tên gọi NCT Dream được giữ nguyên và các thành viên có thể sẽ tham gia các hoạt động khác và các nhóm nhỏ khác của NCT trong tương lai.
Tính đến ngày 28 tháng 4, hai tuần sau khi công bố và một ngày trước khi chính thức phát hành, Reload đã nhận được hơn 500.000 đơn đặt hàng trước và là sản phẩm có nhiều đơn đặt hàng nhất của NCT Dream lúc bấy giờ. EP được phát hành vào ngày 29 tháng 4 với ca khúc chủ đề "Ridin'", thuộc thể loại nhạc trap và đánh dấu sự chuyển biến trong phong cách âm nhạc của NCT Dream. MV cho ca khúc được phát hành cùng ngày. EP đã đạt vị trí đầu tiên trên bảng xếp hạng iTunes của 49 quốc gia, bao gồm Hoa Kỳ, và "Ridin'" đã đứng đầu trên bảng xếp hạng Melon, trở thành ca khúc đầu tiên của NCT làm được điều này.
Ngày 10 tháng 5, NCT Dream tổ chức buổi hòa nhạc trực tuyến, Beyond the Dream Show, nằm trong chuỗi sự kiện Beyond Live do SM Entertainment thực hiện.
NCT Dream hợp tác cùng các thành viên còn lại của NCT dưới tên gọi NCT 2020 và phát hành album phòng thu thứ hai NCT 2020 Resonance. Hai phần của album được phát hành vào tháng 10 và 11 cùng năm. Tính đến cuối năm 2020, album đã bán được 2.6 triệu bản và là kỷ lục doanh số mới của NCT. NCT Dream tham gia góp mặt vào album với ca khúc "Déjà Vu" và là sản phẩm đầu tiên của Mark với NCT Dream sau khi họ được tái cơ cấu hoạt động.

### 2021–2022:Hot Sauce,Glitch Modevà ra mắt tại Nhật Bản
Ngày 10 tháng 5 năm 2021, NCT Dream ra mắt album phòng thu đầu tiên, Hot Sauce, với đội hình 7 thành viên ban đầu. Album gồm 10 ca khúc, với ca khúc chủ đề cùng tên. Album nhận được 1.716.571 đơn đặt hàng trước, cao hơn 243% so với kỷ lục trước đó của Reload. Album đạt vị trí đầu tiên trên Gaon Album Chart, và "Hot Sauce" trở thành đĩa đơn đầu tiên của nhóm đứng đầu bảng xếp hạng Gaon Digital Chart. Ngày 26 tháng 5, Hot Sauce với lượng tiêu thụ 2.040.360 bản, đã giúp nhóm đạt danh hiệu "Double Million Seller" chỉ sau 16 ngày, với việc album đã bán ra hơn 2 triệu bản. Ngày 28 tháng 6, NCT Dream tái phát hành album phòng thu đầu tay của họ với tên gọi Hello Future, gồm ba ca khúc mới với ca khúc chủ đề cùng tên. Tổng doanh số của cả Hot Sauce và Hello Future là hơn 3 triệu bản, giúp NCT Dream trở thành nghệ sĩ K-pop thứ hai đạt danh hiệu "Triple Million Seller".
Ngày 28 tháng 2 năm 2022, nó được thông báo rằng NCT Dream sẽ phát hành album phòng thu thứ hai, Glitch Mode, vào ngày 28 tháng 3, với 11 ca khúc và ca khúc chủ đề cùng tên. Album đạt hơn 2 triệu đơn đặt hàng trước và vượt qua kỷ lục của Hot Sauce. Glitch Mode ghi nhận 2.100.339 bản được bán ra sau một tuần phát hành, vượt qua thành tích 2 triệu bản sau 16 ngày với Hot Sauce của họ. Album ra mắt tại vị trí thứ 50 trên Billboard 200, là sản phẩm đầu tiên của NCT Dream có mặt trên bảng xếp hạng này. Ngày 30 tháng 5, họ ra mắt album tái phát hành Beatbox, gồm bốn ca khúc mới. Sau khi Beatbox được phát hành, NCT Dream khởi động chuyến lưu diễn thế giới đầu tiên, The Dream Show 2: In A Dream. Bộ phim tài liệu về chuyến lưu diễn, NCT Dream The Movie: In A Dream, được công chiếu tại Hàn Quốc và Singapore vào ngày 30 tháng 11, và tại Nhật Bản vào ngày 6 tháng 12.
Ngày 19 tháng 12 năm 2022, NCT Dream phát hành EP "Candy - Winter Special Mini Album" cùng với bài hát cùng tên "Candy" là bài hát được thu âm lại từ phiên bản gốc của H.O.T. với tựa đề cùng tên. Các ca khúc của EP được phát hành trực tuyến vào ngày 16 tháng 12. Ngày 8 tháng 2 năm 2023, NCT Dream phát hành đĩa đơn tiếng Nhật đầu tiên, "Best Friend Ever" với 2 ca khúc, bao gồm ca khúc cùng tên và phiên bản tiếng Nhật của "Glitch Mode". Trong một tuần ra mắt, "Best Friend Ever" đã đứng đầu các bảng xếp hạng Oricon Weekly Singles Chart và Billboard Japan Top Singles Sales Chart.

### 2023:ISTJvàDreamscape
Ngày 17 tháng 7 năm 2023, NCT Dream phát hành album phòng thu thứ ba, ISTJ, gồm 10 ca khúc với ca khúc chủ đề cùng tên, cùng với đĩa đơn phát hành trước "Broken Melodies". 

### 2024ːDream()Scape và Dreamscape
Nhóm phát hành EP Dream()scape (đọc như "dream escape") vào ngày 25 tháng 3 năm 2024, gồm sáu ca khúc. MV cho ca khúc chủ đề "Smoothie" được phát hành vào cùng ngày. Tháng 5 năm 2024, NCT Dream khởi động chuyến lưu diễn thế giới thứ hai The Dream Show 3: Dream()scape với các đêm diễn tại Seoul, châu Á, châu Mỹ và châu Âu. Ngày 23 tháng 8 năm 2024, nhóm phát hành đĩa đơn tiếng Anh đầu tiên, "Rains in Heaven". Đĩa đơn này sau đó nằm trong Full album thứ 4 của nhóm, Dreamscape, phát hành ngày 11 tháng 11.

### 2025ːGo Back To The Future
Nhóm phát hành Full album thứ 5 vào ngày 14/7ː Go Back To The Future với ca khúc chủ đề kép bao gồm 'BTTF' và 'CHILLER'

## Thành viên
In đậm là trưởng nhóm.
| Nghệ danh | Nghệ danh | Nghệ danh  | Tên khai sinh  | Tên khai sinh | Tên khai sinh      | Tên khai sinh | Tên khai sinh   | Ngày sinh         | Quốc tịch  |
| Latinh    | Hangul    | Kana       | Latinh         | Hangul        | Kana               | Hanja         | Hán-Việt        | Ngày sinh         | Quốc tịch  |
| Mark      | 마크      | マーク     | Mark Lee       | 마크 이       | マーク・リー       | 李敏亨        | Lý Mẫn Hưởng    | 2 tháng 8, 1999   | Canada     |
| Mark      | 마크      | マーク     | Lee Min-hyung  | 이민형        | イ・ミンヒョン     | 李敏亨        | Lý Mẫn Hưởng    | 2 tháng 8, 1999   | Canada     |
| Renjun    | 런쥔      | ロンジュン | Huang Renjun   | 황런쥔        | ファン・インジュン | 黄仁俊        | Hoàng Nhân Tuấn | 23 tháng 3, 2000  | Trung Quốc |
| Jeno      | 제노      | ジェノ     | Lee Je-no      | 이제노        | イ・ジェノ         | 李帝努        | Lý Đế Nỗ        | 23 tháng 4, 2000  | Hàn Quốc   |
| Haechan   | 해찬      | ヘチャン   | Lee Dong-hyuck | 이동혁        | イ・ドンヒョク     | 李東赫        | Lý Đông Hách    | 6 tháng 6, 2000   | Hàn Quốc   |
| Jaemin    | 재민      | ジェミン   | Na Jae-min     | 나재민        | ナ・ジェミン       | 羅渽民        | La Tại Mẫn      | 13 tháng 8, 2000  | Hàn Quốc   |
| Chenle    | 천러      | チョンロ   | Zhong Chenle   | 종천러        | ジョン・チェンラー | 钟辰乐/鐘辰樂 | Chung Thần Lạc  | 22 tháng 11, 2001 | Trung Quốc |
| Jisung    | 지성      | チソン     | Park Ji-sung   | 박지성        | パク・チソン       | 朴志晟        | Phác Chí Thịnh  | 5 tháng 2, 2002   | Hàn Quốc   |

## Danh sách đĩa nhạc

### Full Album
| STT | Tiêu đề                        | Ngày phát hành       | Định dạng             | Bài hát | Doanh số      | Chứng nhận                   |
| --- | ------------------------------ | -------------------- | --------------------- | --- | ------------- | ---------------------------- |
| 1   | 맛 (Hot Sauce) - The 1st Album | 10 tháng 5 năm 2021  | CD, tải về, streaming | 1. 맛 (Hot Sauce) 2. Diggity 3. 고래 (Dive Into You) 4. 우리의 계절 (My Youth) 5. Rocket 6. Countdown (1, 2, 3) 7. ANL 8. 주인공 (Irreplaceable) 9. 지금처럼만 (Be There For You) 10. Rainbow (책갈피)                      | 2,168,436 bản | Double Million Seller (KMCA) |
| 2   | Glitch Mode - The 2nd Album    | 28 tháng 3 năm 2022  | CD, tải về, streaming | 1. Fire Alarm 2. 버퍼링 (Glitch Mode) 3. Arcade 4. 너를 위한 단어 (It's Your) 5. 잘 자 (Teddy Bear) 6. 내일 봐 (Replay) 7. Saturday Drip 8. 지금 (Better Than Gold) 9. 미니카 (Drive) 10. 북극성 (Never Goodbye) 11. Rewind | 2,104,123 bản | Double Million Seller (KMCA) |
| 3   | ISTJ - The 3rd Album           | 17 tháng 7 năm 2023  | CD, tải về, streaming | 1. ISTJ 2. Broken Melodies 3. Yogurt Shake 4. Skateboard 5. 파랑 (Blue Wave) 6. Poison (모래성) 7. SOS 8. Pretzel (♡) 9. 제자리 걸음 (Starry Night) 10. Like We Just Met                                                    | 4,600,000 bản | Triple Million Seller (KMCA) |
| 4   | DREAMSCAPE                     | 11 tháng 11 năm 2024 | CD, tải về, streaming | 1. INTRO: DREAMSCAPE 2. When I'm With You 3. Flying Kiss 4. i hate fruits 5. No Escape 6. Best of Me 7. YOU (숲) 8. 하늘을 나는 꿈 (Heavenly) 9. 밤 (Night Poem) 10. Off The Wall 11. Rains in Heaven                       | 1,593,353 bản | Million Seller (KMCA)        |

### Single Album (Đĩa đơn)
| STT | Tiêu đề                                                     | Ngày phát hành       | Định dạng             | Bài hát |
| --- | ----------------------------------------------------------- | -------------------- | --------------------- | --- |
| 1   | Chewing Gum                                                 | 25 tháng 8 năm 2016  | Tải về, streaming     | 1. Chewing Gum 2. Chewing Gum (泡泡糖)                                                                                              |
| 2   | The First                                                   | 9 tháng 2 năm 2017   | CD, tải về, streaming | 1. 마지막 첫사랑 (My First and Last) 2. 最後的初戀 (My First and Last) 3. 덩크슛 (Dunk Shot) 4. Chewing Gum 5. Chewing Gum (泡泡糖) |
| 3   | JOY - SM STATION                                            | 15 tháng 12 năm 2017 | Tải về, streaming     | 1. Joy 2. Joy (Inst.) |
| 4   | 사랑한단 뜻이야 (Candle Light) - SM STATION                 | 27 tháng 12 năm 2018 | Tải về, streaming     | 1. 사랑한단 뜻이야 (Candle Light) 2. 사랑한단 뜻이야 (Candle Light) (Inst.)                                                         |
| 5   | Don't Need Your Love - SM STATION                           | 6 tháng 6 năm 2019   | Tải về, streaming     | 1. Don't Need Your Love 2. Don't Need Your Love (Inst.)                                                                             |
| 6   | Fireflies - THE OFFICIAL SONG OF THE WORLD SCOUT FOUNDATION | 15 tháng 7 năm 2019  | Tải về, streaming     | 1. Fireflies |
| 7   | Best Friend Ever                                            | 8 tháng 2 năm 2023   | Tải về, streaming     | 1. Best Friend Ever 2. Glitch Mode - Japanese Ver.                                                                                  |
| 8   | Moonlight                                                   | 5 tháng 6 năm 2024   | CD, Tải về, streaming | 1. Moonlight 2. Stupid Cupid |

### Mini Album
| STT | Tiêu đề                           | Ngày phát hành       | Định dạng             | Bài hát | Doanh số      | Chứng nhận                   |
| --- | --------------------------------- | -------------------- | --------------------- | --- | ------------- | ---------------------------- |
| 1   | We Young                          | 17 tháng 8 năm 2017  | CD, tải về, streaming | 1. We Young 2. La La Love 3. 같은 시간 같은 자리 (Walk you home) 4. My Page 5. We Young (Chinese Ver.) 6. (Bonus Track) Trigger the fever | 210,611 bản   |                              |
| 2   | We Go Up                          | 3 tháng 9 năm 2018   | CD, tải về, streaming | 1. We Go Up 2. 1,2,3 3. 너와 나 (Beautiful Time) 4. Drippin 5. Dear DREAM 6.We Go Up (靑春接力) (Chinese Ver.)                            | 381,609 bản   | Platinum (KMCA)              |
| 3   | We Boom                           | 29 tháng 7 năm 2019  | CD, tải về, streaming | 1. Boom 2. Stronger 3. 119 4. 사랑이 좀 어려워 (Bye My First...) 5. Best Friend 6. Dream Run                                              | 640,612 bản   | 2× Platinum (KMCA)           |
| 4   | Reload                            | 29 tháng 4 năm 2020  | CD, tải về, streaming | 1. Ridin' 2. Quiet Down 3. 내게 말해줘 (7 Days) 4. 사랑은 또다시 (Love Again) 5. 너의 자리 (Puzzle Piece)                                 | 806,945 bản   | 2× Platinum (KMCA)           |
| 5   | Candy - Winter Special Mini Album | 16 tháng 12 năm 2022 | CD, tải về, streaming | 1. Candy 2. Graduation 3. Tangerine Love (Favorite) 4. 입김 (Take My Breath) 5. 문 (Moon) 6. 발자국 (Walk With You)                       | 2,009,119 bản | Million Seller (KMCA)        |
| 6   | DREAM()SCAPE                      | 25 tháng 3 năm 2024  | CD, tải về, streaming | 1. icantfeelanything 2. Smoothie 3. BOX 4. Carat Cake 5. UNKNOWN 6. 숨 (Breathing)                                                        | 2,525,324 bản | Double Million Seller (KMCA) |

### Album tái phát hành (Repackage Album)
| STT | Tiêu Đề      | Ngày phát hành      | Định dạng             | Bài hát | Doanh số      | Chứng nhận            |
| --- | ------------ | ------------------- | --------------------- | --- | ------------- | --------------------- |
| 1   | Hello Future | 28 tháng 6 năm 2021 | CD, tải về, streaming | 1. Hello Future 2. Bungee 3. 맛 (Hot Sauce) 4. Diggity 5. 오르골 (Life Is Still Going On) 6. 고래 (Dive Into You) 7. 우리의 계절 (My Youth) 8. Rocket 9. Countdown (3, 2, 1) 10. ANL 11. 주인공 (Irreplaceable) 12. 지금처럼만 (Be There For You) 13. Rainbow (책갈피)                                        | 1,382,802 bản | Million Seller (KMCA) |
| 2   | Beatbox      | 30 tháng 5 năm 2022 | CD, tải về, streaming | 1. Beatbox 2. Fire Alarm 3. 버퍼링 (Glitch Mode) 4. Arcade 5. 마지막 인사 (To My First) 6. 너를 위한 단어 (It's Your) 7. 잘 자 (Teddy Bear) 8. Sorry, Heart 9. 내일 봐 (Replay) 10. Saturday Drip 11. 지금 (Better Than Gold) 12. 미니카 (Drive) 13. 북극성 (Never Goodbye) 14. Rewind 15. 별 밤 (On the way) | 1,522,181 bản | Million Seller (KMCA) |

## Đề cử và giải thưởng

### Chương trình âm nhạc hàng tuần

#### The Show
| Năm  | Ngày       | Bài hát             | Điểm |
| ---- | ---------- | ------------------- | ---- |
| 2017 | 14 tháng 2 | "My First and Last" | 8291 |
| 2017 | 21 tháng 2 | "My First and Last" | 8248 |
| 2017 | 28 tháng 2 | "My First and Last" | 9162 |
| 2017 | 5 tháng 9  | "We Young"          | 8744 |
| 2019 | 6 tháng 8  | "Boom"              | 9600 |

#### Show Champion
| Năm  | Ngày        | Bài hát             | Điểm |
| ---- | ----------- | ------------------- | ---- |
| 2021 | 19 tháng 5  | "Hot Sauce"         | —    |
| 2021 | 14 tháng 7  | "Hello Future"      | 6475 |
| 2022 | 6 tháng 4   | "Glitch Mode"       | 5598 |
| 2022 | 8 tháng 6   | "Beatbox"           | 9810 |
| 2023 | 26 tháng 7  | "ISTJ"              | 5387 |
| 2024 | 3 tháng 4   | "Smoothie"          | 7210 |
| 2024 | 20 tháng 11 | "When I'm With You" | 7169 |

#### M Countdown
| Năm  | Ngày        | Bài hát        | Điểm  |
| ---- | ----------- | -------------- | ----- |
| 2021 | 20 tháng 5  | "Hot Sauce"    | 10800 |
| 2021 | 27 tháng 5  | "Hot Sauce"    | 8275  |
| 2021 | 3 tháng 6   | "Hot Sauce"    | —     |
| 2021 | 8 tháng 7   | "Hello Future" | 7915  |
| 2021 | 15 tháng 7  | "Hello Future" | 7002  |
| 2022 | 7 tháng 4   | "Glitch Mode"  | 7536  |
| 2022 | 9 tháng 6   | "Beatbox"      | —     |
| 2022 | 29 tháng 12 | "Candy"        | 6323  |
| 2024 | 4 tháng 4   | "Smoothie"     | 7189  |

#### Music Bank
| Năm  | Ngày        | Bài hát             | Điểm  |
| ---- | ----------- | ------------------- | ----- |
| 2020 | 8 tháng 5   | "Ridin'"            | 9123  |
| 2021 | 26 tháng 5  | "Hot Sauce"         | 10607 |
| 2021 | 28 tháng 5  | "Hot Sauce"         | 9083  |
| 2021 | 9 tháng 7   | "Hello Future"      | 8184  |
| 2022 | 8 tháng 4   | "Glitch Mode"       | 10718 |
| 2022 | 10 tháng 6  | "Beatbox"           | 11069 |
| 2022 | 30 tháng 12 | "Candy"             | 10528 |
| 2023 | 28 tháng 7  | "ISTJ"              | 11841 |
| 2023 | 4 tháng 8   | "ISTJ"              | 6122  |
| 2024 | 5 tháng 4   | "Smoothie"          | 11596 |
| 2024 | 22 tháng 11 | "When I'm With You" | 8016  |

#### Show! Music Core
| Năm  | Ngày        | Bài hát             | Điểm  |
| ---- | ----------- | ------------------- | ----- |
| 2021 | 22 tháng 5  | "Hot Sauce"         | 10000 |
| 2021 | 10 tháng 7  | "Hello Future"      | 6720  |
| 2022 | 9 tháng 4   | "Glitch Mode"       | 9300  |
| 2022 | 11 tháng 6  | "Beatbox"           | 9800  |
| 2023 | 29 tháng 7  | "ISTJ"              | 9420  |
| 2024 | 6 tháng 4   | "Smoothie"          | 8788  |
| 2024 | 23 tháng 11 | "When I'm With You" | 6705  |

#### Inkigayo
| Năm  | Ngày       | Bài hát        | Điểm |
| ---- | ---------- | -------------- | ---- |
| 2021 | 23 tháng 5 | "Hot Sauce"    | 9405 |
| 2021 | 11 tháng 7 | "Hello Future" | 7323 |
| 2022 | 11 tháng 4 | "Glitch Mode"  | 6845 |
| 2022 | 12 tháng 6 | "Beatbox"      | 7292 |

### Lễ trao giải
| Lễ trao giải                           | Năm  | Hạng mục đề cử                                          | Tên đề cử/ Tác phẩm đề cử | Kết quả  |
| -------------------------------------- | ---- | ------------------------------------------------------- | ------------------------- | -------- |
| Asia Artist Awards (AAA)               | 2020 | Best Emotive Award – Music                              | NCT Dream                 | Đạt giải |
| Asia Artist Awards (AAA)               | 2021 | U+IdolLive Popularity Award – Nhóm Nhạc Nam             | NCT Dream                 |          |
| Asia Artist Awards (AAA)               | 2021 | AAA Japan Popularity Award – Idol Group (Nhóm Nhạc Nam) | NCT Dream                 |          |
| Asian Pop Music Awards                 | 2023 | Record of The Year (Overseas)                           | "Broken Melodies"         | Đạt giải |
| Asian Pop Music Awards                 | 2023 | Top 20 Albums (Overseas)                                | ISTJ                      | Đạt giải |
| Asian Pop Music Awards                 | 2023 | Top 20 Songs (Overseas)                                 | "Broken Melodies"         | Đạt giải |
| Asian Pop Music Awards                 | 2023 | Best Group (Overseas)                                   | NCT Dream                 |          |
| Circle Chart Music Awards              | 2019 | Album of the Year – Quý 3                               | We Go Up                  |          |
| Circle Chart Music Awards              | 2020 | Hot Performance of the Year                             | NCT Dream                 | Đạt giải |
| Circle Chart Music Awards              | 2021 | Album of the Year – Quý 2                               | Reload                    |          |
| Circle Chart Music Awards              | 2022 | Album of the Year – Quý 2                               | Hot Sauce                 | Đạt giải |
| Circle Chart Music Awards              | 2022 | Album of the Year – Quý 3                               | Hello Future              |          |
| Circle Chart Music Awards              | 2022 | Song of the Year – Tháng 6                              | "Hello Future"            |          |
| Circle Chart Music Awards              | 2022 | Top Kit-Seller of the Year                              | NCT Dream                 | Đạt giải |
| Circle Chart Music Awards              | 2023 | Album of the Year – 2nd Quarter                         | Glitch Mode               |          |
| Circle Chart Music Awards              | 2023 | Album of the Year – 2nd Quarter                         | Beatbox                   |          |
| Circle Chart Music Awards              | 2023 | Song of the Year – Tháng 3                              | "Glitch Mode"             |          |
| Circle Chart Music Awards              | 2023 | Song of the Year – Tháng 5                              | "Beatbox"                 |          |
| The Fact Music Awards                  | 2021 | Fan N Star Choice Award (Nghệ sĩ)                       | NCT Dream                 |          |
| The Fact Music Awards                  | 2021 | U+ Idol Live Popularity Award                           | NCT Dream                 |          |
| The Fact Music Awards                  | 2022 | Artist of the Year (Bonsang)                            | NCT Dream                 | Đạt giải |
| The Fact Music Awards                  | 2022 | Best Performer Award                                    | NCT Dream                 | Đạt giải |
| The Fact Music Awards                  | 2022 | Listener's Choice Award                                 | NCT Dream                 | Đạt giải |
| The Fact Music Awards                  | 2022 | Worldwide Icon Award                                    | NCT Dream                 | Đạt giải |
| Genie Music Awards                     | 2020 | Singer of the Year                                      | NCT Dream                 |          |
| Genie Music Awards                     | 2022 | Album of the Year (Daesang)                             | Glitch Mode               | Đạt giải |
| Genie Music Awards                     | 2022 | Singer of the Year (Daesang)                            | NCT Dream                 |          |
| Genie Music Awards                     | 2022 | Best Male Group                                         | NCT Dream                 |          |
| Genie Music Awards                     | 2022 | Best Male Performance                                   | NCT Dream                 |          |
| Genie Music Awards                     | 2022 | Popularity Award                                        | NCT Dream                 |          |
| Golden Disc Awards                     | 2020 | Disc Bonsang                                            | We Boom                   | Đạt giải |
| Golden Disc Awards                     | 2020 | Disc Daesang                                            | We Boom                   |          |
| Golden Disc Awards                     | 2020 | Popularity Award                                        | NCT Dream                 |          |
| Golden Disc Awards                     | 2022 | Album Bonsang                                           | Hot Sauce                 | Đạt giải |
| Golden Disc Awards                     | 2022 | Album Daesang                                           | Hot Sauce                 |          |
| Golden Disc Awards                     | 2022 | Most Popular Artist Award                               | NCT Dream                 |          |
| Golden Disc Awards                     | 2023 | Album Bonsang                                           | Glitch Mode               | Đạt giải |
| Golden Disc Awards                     | 2024 | Album Bonsang                                           | ISTJ                      | Đạt giải |
| Golden Disc Awards                     | 2024 | Album Daesang                                           | ISTJ                      |          |
| Golden Disc Awards                     | 2024 | Digital Bonsang                                         | Candy                     |          |
| Hanteo Music Awards                    | 2021 | Artist Award — Nhóm Nhạc Nam                            | NCT Dream                 | Đạt giải |
| Hanteo Music Awards                    | 2021 | Initial Chodong Record Award                            | Hot Sauce                 | Đạt giải |
| Hanteo Music Awards                    | 2022 | Best Album (Daesang)                                    | NCT Dream                 | Đạt giải |
| Hanteo Music Awards                    | 2022 | Artist of the Year (Bonsang)                            | NCT Dream                 | Đạt giải |
| Hanteo Music Awards                    | 2023 | Artist of the Year (Bonsang)                            | NCT Dream                 | Đạt giải |
| Hanteo Music Awards                    | 2023 | Best Artist (Daesang)                                   | NCT Dream                 | Đạt giải |
| Hanteo Music Awards                    | 2024 | Artist of the Year (Bonsang)                            | NCT Dream                 | Đạt giải |
| K-Global Heart Dream Awards            | 2022 | Main Award                                              | NCT Dream                 | Đạt giải |
| K-Global Heart Dream Awards            | 2022 | K-Global Best Artist Award                              | NCT Dream                 | Đạt giải |
| Korea First Brand Awards               | 2017 | Chinese Special Prize                                   | NCT Dream                 | Đạt giải |
| Korean Entertainment Arts Awards       | 2019 | Best Boy Group                                          | NCT Dream                 | Đạt giải |
| Korean Entertainment Arts Awards       | 2020 | Best Singer — Idol Group                                | NCT Dream                 | Đạt giải |
| MAMA Awards                            | 2021 | Album of the Year                                       | Hot Sauce                 |          |
| MAMA Awards                            | 2021 | Artist of the Year                                      | NCT Dream                 |          |
| MAMA Awards                            | 2021 | Best Male Group                                         | NCT Dream                 |          |
| MAMA Awards                            | 2021 | Best Dance Performance – Nhóm Nhạc Nam                  | "Hot Sauce"               |          |
| MAMA Awards                            | 2021 | Song of the Year                                        | "Hot Sauce"               |          |
| MAMA Awards                            | 2021 | Worldwide Fans' Choice Top 10                           | NCT Dream                 | Đạt giải |
| MAMA Awards                            | 2021 | Worldwide Icon of the Year                              | NCT Dream                 |          |
| MAMA Awards                            | 2022 | Artist of the Year                                      | NCT Dream                 |          |
| MAMA Awards                            | 2022 | Best Dance Performance – Nhóm Nhạc Nam                  | "Glitch Mode              |          |
| MAMA Awards                            | 2022 | Song of the Year                                        | "Glitch Mode"             |          |
| MAMA Awards                            | 2022 | Best Male Group                                         | NCT Dream                 |          |
| MAMA Awards                            | 2022 | Worldwide Fans' Choice Top 10                           | NCT Dream                 | Đạt giải |
| MAMA Awards                            | 2023 | Album of the Year                                       | ISTJ                      |          |
| MAMA Awards                            | 2023 | Artist of the Year                                      | NCT Dream                 |          |
| MAMA Awards                            | 2023 | Best Dance Performance – Nhóm Nhạc Nam                  | "Candy"                   |          |
| MAMA Awards                            | 2023 | Best Male Group                                         | NCT Dream                 |          |
| MAMA Awards                            | 2023 | Worldwide Fans' Choice Top 10                           | NCT Dream                 | Đạt giải |
| Melon Music Awards                     | 2020 | Best Dance – Nhóm Nhạc Nam                              | "Ridin'"                  |          |
| Melon Music Awards                     | 2021 | Album of the Year                                       | Hot Sauce                 |          |
| Melon Music Awards                     | 2021 | Artist of the Year                                      | NCT Dream                 |          |
| Melon Music Awards                     | 2021 | Best Male Group                                         | NCT Dream                 |          |
| Melon Music Awards                     | 2021 | Top 10 Artists                                          | NCT Dream                 | Đạt giải |
| Melon Music Awards                     | 2022 | Album of the Year                                       | Glitch Mode               |          |
| Melon Music Awards                     | 2022 | Artist of the Year                                      | NCT Dream                 |          |
| Melon Music Awards                     | 2022 | Best Male Group                                         | NCT Dream                 |          |
| Melon Music Awards                     | 2022 | Netizen Popularity Award                                | NCT Dream                 |          |
| Melon Music Awards                     | 2022 | Top 10 Artists                                          | NCT Dream                 | Đạt giải |
| Melon Music Awards                     | 2023 | Record of the Year                                      | NCT Dream                 | Đạt giải |
| Melon Music Awards                     | 2023 | Album of the Year                                       | ISTJ                      |          |
| Melon Music Awards                     | 2023 | Artist of the Year                                      | NCT Dream                 |          |
| Melon Music Awards                     | 2023 | Song of the Year                                        | Candy                     |          |
| Melon Music Awards                     | 2023 | Best Male Group                                         | NCT Dream                 | Đạt giải |
| Melon Music Awards                     | 2023 | Top 10 Artists                                          | NCT Dream                 | Đạt giải |
| Melon Music Awards                     | 2023 | Millions Top 10 Artists                                 | ISTJ                      | Đạt giải |
| Melon Music Awards                     | 2023 | KakaoBank Favorite Star                                 | NCT Dream                 |          |
| MTV MIAW Awards                        | 2023 | K-Pop Domination                                        | NCT Dream                 |          |
| MTV Video Music Awards                 | 2024 | Best K-Pop                                              | "Smoothie"                |          |
| MTV Video Music Awards                 | 2024 | Best Group                                              | NCT Dream                 |          |
| Nickelodeon Mexico Kids' Choice Awards | 2023 | Favorite K-Pop Group                                    | NCT Dream                 |          |
| Seoul Music Awards                     | 2020 | Bonsang Award                                           | NCT Dream                 | Đạt giải |
| Seoul Music Awards                     | 2020 | K-Wave Award                                            | NCT Dream                 |          |
| Seoul Music Awards                     | 2020 | Popularity Award                                        | NCT Dream                 |          |
| Seoul Music Awards                     | 2020 | QQ Music Most Popular K-Pop Artist Award                | NCT Dream                 |          |
| Seoul Music Awards                     | 2021 | Fan PD Artist Award                                     | NCT Dream                 |          |
| Seoul Music Awards                     | 2022 | Best Album Award                                        | Hot Sauce                 | Đạt giải |
| Seoul Music Awards                     | 2022 | Bonsang Award                                           | Hot Sauce                 | Đạt giải |
| Seoul Music Awards                     | 2022 | Popularity Award                                        | NCT Dream                 |          |
| Seoul Music Awards                     | 2022 | K-wave Popularity Award                                 | NCT Dream                 |          |
| Seoul Music Awards                     | 2022 | U+Idol Live Best Artist Award                           | NCT Dream                 |          |
| Seoul Music Awards                     | 2023 | Grand Award (Daesang)                                   | NCT Dream                 | Đạt giải |
| Seoul Music Awards                     | 2023 | Bonsang Award                                           | NCT Dream                 | Đạt giải |
| Seoul Music Awards                     | 2023 | Popularity Award                                        | NCT Dream                 |          |
| Seoul Music Awards                     | 2024 | Grand Award (Daesang)                                   | NCT Dream                 | Đạt giải |
| Seoul Music Awards                     | 2024 | Bonsang Award                                           | NCT Dream                 | Đạt giải |
| Soribada Best K-Music Awards           | 2020 | Bonsang Award                                           | NCT Dream                 | Đạt giải |
| V Chart Awards                         | 2017 | Top Promising Group                                     | NCT Dream                 | Đạt giải |

### Khác
Billboard "21 Under 21" (2018) – Xếp hạng 20
TIME "25 Most Influential Teens (2018)
Billboard "21 Under 21" (2019) – Xếp hạng 18
Billboard "21 Under 21" (2020) – Xếp hạng 20
Khen thưởng của Bộ Văn Hóa, Thể Thao và Du Lịch Hàn Quốc (2021)

## Concert

### Concert & Tour diễn chính thức
NCT Dream Show (2018)
The Dream Show (2019–2020)
The Dream Show 2: In A Dream (2022–2023)
The Dream Show 3: Dream( )scape (2024)

### Concert online
NCT Dream – Beyond the Dream Show (2020)
NCT Dream – Dream Stage "Glitch Mode" (2022)

### Tham gia biểu diễn
SM Town Live World Tour VI (2017–2018)
2020 K-Pop x K-Art Concert Super KPA (2020)
NCT: Resonance 'Global Wave' (2020)
SM Town Live "Culture Humanity" (2021)
SM Town Live 2022: SMCU Express at Kwangya (2022)
SM Town Live 2022: SMCU Express at Human City Suwon (2022)
SM Town Live 2022: SMCU Express at Tokyo (2022)
SM Town Live 2023: SMCU Palace at Kwangya (2023)
NCT Nation: To The World (2023)
SM Town Live 2025 [THE CULTURE, THE FUTURE] in Seoul (2025)